# Waldemar Jungner
Ernst Waldemar Jungner (Falköping, 19 de junho de 1869 — 30 de agosto de 1924) foi um engenheiro e inventor sueco. Em 1899 inventou a bateria de níquel ferro (NiFe), a bateria de níquel cádmio (NiCd) e a bateria de prata cádmio (AgCd), esta última alcalina recarregável. Trabalhou na produção eletrolítica de carbonato de sódio. Patenteou um dispositivo para trituração de rochas.

## Juventude
Ernst Waldemar Jungner nasceu em 1869 no condado de Västra Götaland, na Suécia. Seus pais eram ministros e seu pai morreu quando Waldemar tinha 13 anos. Em 1869, o ano em que ele nasceu, as colheitas fracassadas causaram fome em toda a Suécia, o que afetou a saúde de Jungner. Ele também contraiu sarampo e escarlatina.

## Educação
Ele frequentou a escola secundária de Skara e estudou química, matemática, astronomia, botânica, geologia e latim na Universidade de Uppsala. Ele continuou seus estudos no Royal Institute of Technology (KTH) em Estocolmo.

## Negócios
Em 1900 ele fundou a empresa "Ackumulator Aktiebolaget Jungner". Houve uma longa disputa de patentes com Edison, que acabou sendo vencida por Edison porque ele tinha maiores recursos financeiros. Isso causou sérios problemas à empresa de Jungner. A empresa conseguiu sobreviver usando um nome ligeiramente diferente "Nya Ackumulator Aktiebolaget Jungner" em 1904. Jungner deixou a administração da empresa nessa época, mas continuou como consultor da nova empresa. Esta empresa foi dissolvida em 1910, e uma nova empresa "Ackumulator Aktiebolaget Jungner" foi criada, que utilizou de forma lucrativa novos desenvolvimentos de tecnologia. Uma empresa descendente "NiFe Junger" em 1991 tornou-se parte do Saft Groupe SA.

## Uso da bateria
Baterias de níquel-cádmio eram comumente usadas em sistemas de energia de foguetes e satélites artificiais durante as décadas de 1960 e 1970, bem como em dispositivos elétricos portáteis terrestres.
Na missão de resgate a Umberto Nobile e seus companheiros na expedição ao Polo Norte em 1928, várias baterias foram lançadas de um avião para fornecer eletricidade ao rádio da expedição. Apenas a bateria Jungner NiFe funcionou.

## Vida posterior
Jungner patenteou projetos para uma célula de combustível em 1907. Ele conduziu investigações sobre a produção de cimento e a extração de rádio de minérios. Jungner ingressou na Real Academia Sueca de Ciências da Engenharia em 1922 e em 1924 recebeu a Medalha Oscar Carlson da Sociedade Química Sueca. Jungner morreu em 1924 de pneumonia aos 55 anos.